# Lingua sami di Akkala
La lingua sami di Akkala era una lingua sami parlata in Russia.

## Classificazione
Il sami di Akkala è una lingua uralica, facente parte delle lingue sami orientali.

## Storia
L'ultima locutrice conosciuta di tale lingua, Marja Sergina, è morta il 29 dicembre 2003, rendendo la lingua estinta.